# イ・ヒジュン
イ・ヒジュン（李 熙俊、ハングル：이희준、Lee HeeJun、1979年6月29日ー）は、大韓民国の俳優。182cm。
嶺南大学工科大学校中退（化学工学専攻）。韓国芸術総合学校卒業。所属はBHエンターテイメント。配偶者はモデルのイ・へジョン（2016年ー）

## 来歴
- 大邱広域市西区出身。1980年生まれの弟が一人いる。
- 軍入隊を控えていた2－3週間前、交通事故に遭い大出術を受け除隊となった空白期に児童劇団の観劇をしたが契機となり大邱で演劇を始める。[2]
- 2016年4月、モデルのイ・へジョンと結婚。2015年に知り合いの紹介で出会って交際に発展した。2019年12月9日、第一子男児誕生。[3]
- 2018年5月、FM「FM映画音楽 チョン・ウンチェです」に出演し、4年前頃突然パニック障害を発症したことを告白した。その経験を自らがメガホンを取り主演を務めた短編映画『ジョンフンの一日』（2018年）で描いていることも語った。[4]
- 映画『KCIA　南山の部長たち』（2020年韓国上映）で演じる大統領の警護室長の役作りのため3カ月で25kgの増量を行い、最高体重は100kgに達した。後に秘訣はピーナッツバターパンだったと語っている。撮影終了後、3カ月で元に戻した。[5]
- ドラマ『ヴィンチェンツォ』（2021年、tvN）には妻イ・へジョンと夫婦で特別出演をした。[6]

### 私生活
- イ・ヒジュンとモデルのイ・ヘジョンは2015年8月に関係を確認。式典の前に婚姻を申請し、2016年4月23日にソウルの龍山の結婚式場でプライベート結婚式を行った。 [7]

## 出演作品

### 映画
- シークレット・サンシャイン／밀양（2007年） - ボランティアメンバー 役
- 影／그림자（2007年） - 部長 役
- 略奪者たち／약탈자들（2008年） - ソンイク 役
- 私は苦境に立たされた!／나는 곤경에 처했다!（2009年） - シヒョン 役
- 生き残るための3つの取引／부당거래（2010年） - チェ・チョルギ班・ナム刑事 役
- 哀しき獣／황해（2010年） - ポウン警察・ホンシク 役
- ハートビート／심장이 뛴다（2011年） - 薬剤師 役
- 裏切りの陰謀／모비딕（2011年） - 移動飲食店・ヒョンドク 役
- クイック!!／퀵（2011年） - テマン開発室長 役
- S.I.T. 特命殺人捜査班／특수본（2011年） - イ・グンス 役
- 悪いやつら／범죄와의 전쟁: 나쁜놈들 전성시대（2012年） - 大学生 役
- 火車／화차（2012年） - ノ・スンジュ 役
- チャ刑事／차형사（2012年） - キョンソク刑事 役
- 幻想の中の君／환상속의 그대（2012年） - キム・ヒョックン 役
- FLU 運命の36時間／감기（2013年） - チュ・ビョンギ 役
- 結婚前夜 ～マリッジブルー～／결혼전야（2013年） - コ・デボク 役
- 海にかかる霧／해무（2014年） - 船員・チャンウク 役
- ロボット:SORI／로봇, 소리（2015年） - チノ 役
- 戦場のメロディー／오빠생각（2015年） - カルゴリ 役
- 女教師 ～シークレット・レッスン～／여교사（2016年） - ピョ・サンウ 役
- 最悪の一日／최악의 하루（2016年） -  役
- 1987、ある闘いの真実／1987（2017年） - 　東亜日報ユン・サンサム記者 役
- 修羅の華／미옥（2017年） - チェ・デシク 役
- 麻薬王／마약왕（2018年） - チェ・ジンピル 役
- 虐待の証明／미쓰백（2018年） - チャン・ソプ 役
- 未成年／미성년（2019年） - パク・ソバン 役
- KCIA　南山の部長たち／남산의 부장들（2020年） - クァク・サンチョン 役（モデルは大統領警護室長・車智澈）
- オ！ムニ／오! 문희（2020年） - ファン・ドゥウォン 役

### テレビドラマ
- ケ・セラ・セラ／케 세라 세라（2007年、MBC） - 刑事 役
- 完璧なスパイ／완벽한 스파이（2011年、KBS） - イ・サンジュン 役
- 王女の男／공주의 남자（2011年、KBS） - コン・チルグ 役
- 乱暴＜ワイルド＞なロマンス／난폭한 로맨스（2012年、KBS） - コ・ジェヒョ 役
- 棚ぼたのあなた／넝쿨째 굴러온 당신（2012年、KBS） - チョン・ジェヨン 役
- チョンウチ／전우치（2012年-2013年、KBS） - マ・ガンニム（チョン・デヨン） 役
- オフィスの女王／직장의 신（2013年、KBS） - ム・ジョンハン 役
- ユナの街／유나의 거리（2014年、JTBC） - キム・チャンマン 役
- 青い海の伝説／푸른 바다의 전설（2016年-2017年、SBS） - チョ・ナムドゥ／パク・ム 役
- 世界でもっとも美しい別れ／세상에서 가장 아름다운 이별（2017年、tvN） - イ・インチョル 役
- ミストレス／미스트리스（2018年、OCN） - ハン・サンフン 役
- ヴィンチェンツォ／빈센조（2021年、tvN） -　強盗 役（1話特別出演、妻のイ・へジョンも14話に特別出演[6]）
- マウス／마우스（2021年、tvN） - コ・ムチ 役

## 賞とノミネート
2013年百想芸術大賞TV部門男新人演技賞　受賞